# Kirby (Texas)
Kirby es una ciudad ubicada en el condado de Béxar en el estado estadounidense de Texas. En el Censo de 2010 tenía una población de 8.000 habitantes y una densidad poblacional de 1.598,77 personas por km².

## Geografía
Kirby se encuentra ubicada en las coordenadas 29°27′41″N 98°23′9″O / 29.46139, -98.38583. Según la Oficina del Censo de los Estados Unidos, Kirby tiene una superficie total de 5 km², de la cual 4.88 km² corresponden a tierra firme y (2.38%) 0.12 km² es agua.

## Demografía
Según el censo de 2010, había 8.000 personas residiendo en Kirby. La densidad de población era de 1.598,77 hab./km². De los 8.000 habitantes, Kirby estaba compuesto por el 63.13% blancos, el 14.55% eran afroamericanos, el 1.05% eran amerindios, el 1.63% eran asiáticos, el 0.31% eran isleños del Pacífico, el 16.23% eran de otras razas y el 3.11% pertenecían a dos o más razas. Del total de la población el 52.59% eran hispanos o latinos de cualquier raza.